# 荒野亂鬥
《荒野亂鬥》（英語：Brawl Stars）是一款多人線上戰鬥競技場与第三人稱英雄射擊遊戲，由芬蘭電子遊戲公司Supercell開發與發行。該遊戲於2018年12月12日在全球的iOS和Android平台上線。遊戲提供多種遊戲模式，各有不同的目標。玩家可以從眾多可解鎖的角色中選擇，這些角色被稱為「英雄」（Brawlers），各自擁有不同的能力和玩法風格。

## 玩法
在《荒野亂鬥》中，玩家在多種遊戲模式中與其他玩家或AI對手對戰。玩家可選擇不同的英雄，這些英雄可透過「星妙之路」（Starr Road）解鎖或從商店購買。在星妙之路上解鎖每位英雄所需的英雄券取決於其英雄的稀有度。
比賽中，玩家可使用英雄的普通攻擊或「超級技能」（Super），後者是透過傷害對手或在某些情況下透過其他方式來充能的特殊攻擊。玩家還可以為英雄裝備稱為「随身妙具」（Gadgets）、「星徽之力」（Star Powers）、「强化装备」（Gears）和「极限充能」（Hypercharges）的其他道具；随身妙具和极限充能可在對戰中啟動，而星徽之力和强化装备則是被動能力。

### 遊戲模式
《荒野亂鬥》有多種不同的常駐和臨時遊戲模式可供選擇，每種模式都有不同的目標和地圖。玩家可以邀請朋友組隊遊玩，但隊伍人數不能超過該模式的上限。大多數模式為兩支各三名玩家的隊伍對戰，其他模式則可能為五人或兩人一隊。
- 荒野决斗（Showdown）：大逃殺遊戲模式，每隊可為一人（單人）、兩人（雙人）或三人（三人）。十名（三人模式為十二名）玩家為生存而戰，地圖上散佈著能量块，获取能量块可提升英雄的攻擊力和生命值。[13]
- 亂鬥足球（Brawl Ball）：類似足球的遊戲模式，兩支三人隊伍（或5v5模式）嘗試將球射入對方球門得分。若有隊伍先得兩分，或兩分鐘後有隊伍分數領先，則比賽結束。若两分钟计时结束后仍未分出胜负，则会进入加时赛，一分钟内先进一球的队伍获胜。倘若仍无任何一方进球，则为平局。後來也加入了模仿籃球,排球,躲避球和冰球等不同球类运动的變體3v3或2v2模式。[13]
- 宝石争霸（Gem Grab）：地圖中央會生成寶石，兩支三人隊伍必須收集盡可能多的寶石。若一支隊伍收集並持有至少十顆寶石達15秒，該隊即獲勝。若雙方都持有十顆或更多寶石且數量相同，倒數計時會暫停，直到有隊伍再次取得領先。[13]
- 积分争夺赛（Wipeout）與赏金猎人（Bounty）：死鬥模式。在「积分争夺赛」中，兩支三人或五人隊伍需擊敗10或20名敵方英雄。在「賞金獵人」中，隊伍需透過擊敗英雄來獲得20颗星，英雄每完成一次擊殺，其自身赏金就會提高，平手時由藍星決定勝負。[13]
- 金庫攻防（Heist）：兩支三人隊伍需在保护自己一方金库的同时，摧毀位於對方出生點附近的高耐久度金庫。金库具有3个可使自身无敌并带有击退的护盾，分别会在金库剩余耐久度为75%、50%、25%时触发。[13]
- 热区争夺（Hot Zone）：占点模式。兩支三人隊伍必須佔領所有據點區域，累計達到100秒。若達成此要求，或在時間限制內佔領時間較長的一方獲勝。後來也推出了2v2的特殊活動版本。[13]
- 乱斗淘汰赛（Knockout）：玩家無法重生，透過擊敗敵方全隊來贏得回合。先贏得兩回合的隊伍獲勝。其五人變體模式的獨特之處在於，每次一方有队友被击倒，都會讓剩餘隊友獲得額外的傷害和生命值。[13]
- 车轮擂台赛（Duels）：兩名玩家對戰的模式。每位玩家組建一支三名英雄的隊伍；當一名玩家的英雄被擊倒後，由下一位英雄上場。目標是在己方所有英雄不被击倒的情況下，擊倒對手的所有三名英雄。[13]
- 超級豬豬（Mega Pig）：玩家可加入或創建戰隊[14]來參加此活動。每次勝利都會為戰隊积累胜场，從而增加活動結束時獲得的「星妙驚喜」（Starr Drops）數量，[15]聖誕節期間則有「百萬大樹」活動。[16]每位玩家有15張入場券可用於参与超级猪猪，每場比賽消耗一張。入場券用完後，玩家将無法再為超級豬豬貢獻胜场。但如若小队中有尚未使用完入场券的战队成员，玩家仍然可以协助战队成员完成超级猪猪。[15]
- 地圖編輯器（Map Maker）：玩家可以自由創作地圖，並可為遊戲中的各種模式套用自訂的修改器。玩家可將地圖提交為「每日候选地图」，讓其他玩家遊玩一系列隨機的玩家提交地圖，並可給予「讚」或「倒讚」，影響其入選機率。獲得最多讚的地圖將成為第二天的「每日获胜地图」，並在地圖編輯器的「每日获胜地图」欄位中供所有玩家遊玩一天。[17]

### 乱斗金券
2020年5月14日，一次遊戲更新中新增了名為「乱斗金券」（Brawl Pass）的獎勵系統。 乱斗金券是該遊戲版本的戰鬥通行證。玩家在對戰中可獲得經驗值（舊稱獎章）來推進通行券進度，並解鎖各階級的獎勵。所有玩家預設擁有免費的乱斗金券。玩家原先可用寶石購買付费乱斗金券，直到2024年1月4日，此後乱斗金券及其新推出的「高级乱斗金券」版本只能用真实货币購買。

### 排位賽
在「排位賽」（Ranked，舊稱「星光联赛」）中，系統會隨機選擇一個3v3遊戲模式和地圖。贏得比賽會增加積分，達到積分門檻可提升玩家的段位。當玩家突破某些積分門檻時，可獲得200點巅峰通行证經驗值，用於提升巅峰通行证等级，解锁獨特的造型物品、星妙驚喜或电竞精英皮肤升级。達到新階級也會獎勵200點巅峰通行证經驗值。截至2025年2月，階級由低到高分別為：青銅、白銀、黃金、鑽石、神話、傳奇、大師和电竞精英。玩家需要擁有9名達到战力等级11級的英雄，才能從鑽石階級晉升至神話階級。

### 巅峰通行证
《荒野亂鬥》中的「巅峰通行证」（Pro Pass）是一項與大型電子競技賽事掛鉤的積分對戰通行券，每4個賽季重置一次。它提供一個橫跨100個階級的結構化獎勵系統，分為免費和付費兩種路線。其中最引人注目的獎勵之一是「电竞精英皮肤升級」，它可以為現有造型增添專屬的積分對戰主題特效，例如新的動畫、視覺效果和升級的紋理。玩家在免費的巅峰通行证的第1、10、30、60和100階級總共可獲得五次电竞精英皮肤升級，付費版可獲得十次电竞精英皮肤升級，但必須在當前賽季內解鎖。
除了造型升級，巅峰通行证還提供多種獎勵，包括「极限充能惊喜」、「排位赛星妙惊喜」和「星妙惊喜」。玩家也可以在免費路線上收集寶石，而付費路線則提供額外的寶石，以及如表情、噴漆和玩家頭像等獨家造型物品。這些獎勵鼓勵玩家參與積分對戰模式，並為玩家提供寶貴的遊戲內物品以增強其體驗。
玩家可以透過參與排位賽和官方活動來獲得《荒野亂鬥》的巅峰通行证經驗值。獲得經驗值的主要方式是贏得排位賽。此外，階級提升每月提供一次經驗值獎勵，幫助玩家更快地進步。經驗值也可以從排位賽星妙惊喜和參與官方《荒野亂鬥》活動中獲得。

### 遊戲資源
玩家可以使用「金幣」和「战力能量」來升級英雄的等級。金幣還可用於購買英雄專屬的升級項目，如随身妙具、星徽之力和极限充能。「英雄券」用於解鎖英雄，「雙倍經驗加成」用於加速乱斗金券的進度，而「闪闪币」則用於購買大多數造型物品，該貨幣於2023年4月加入。
「寶石」可用於補足玩家不足的任何貨幣，以及購買某些僅能用寶石購得的專屬造型物品。 用英雄贏得比賽會推進其「紀錄」進度。

### 星妙之路
在2022年12月移除寶箱後，「星妙之路」（Starr Road）被引入作為解鎖英雄的方式。玩家可以從同一稀有度（稀有、超稀有、史詩、神話、傳奇或超凡）最多四位英雄的選擇中，挑選一位來開始解鎖過程。進度是透過「英雄券」來累積，這是一種可從荣誉之路、星妙惊喜和乱斗金券中獲得的貨幣。玩家可以隨時切換想解鎖的英雄（同稀有度，系統規定的範圍內），累積的積分會轉移到新的選擇上。2025年4月20日，游戏推出新稀有度「超凡」。
英雄一旦解鎖，就成為玩家收藏中的永久成員。星妙之路接著會呈現下一個新英雄供玩家解鎖。或者，玩家也可以選擇使用寶石來直接獲取任意英雄。

### 造型物品
《荒野亂鬥》有多種造型物品。「皮肤」可以改變英雄的模型和動畫及攻擊特效等等，並可能附帶用於遊戲內溝通的表情、玩家頭像（個人資料圖片）和噴漆。 有些造型物品是獨家或限量版的。

## 世界觀
《荒野亂鬥》的故事發生在一個名為「星妙乐园」（Starr Park）的虛構廢棄主題公園。最初在一支真人短片中被介紹，遊戲內的監視器畫面顯示，星妙乐园因神奇的紫色寶石而於1995年關閉，這些寶石賦予了星樂園的幾名員工和遊客永生，但在隨之而來的混亂中，也賦予了無生命物體生命，並使植物和動物發生突變。

## 開發與發行
Supercell著手開發一款類似於《英雄聯盟》和《守望先锋》的團隊合作遊戲。團隊希望創造一款首先為行動裝置設計的此類遊戲。根據Supercell的總經理Frank Keienburg的說法，「我們的重點是保留大量的深度，同時去除所有多余的東西」。 雖然遊戲包含大逃殺遊戲類型的一些元素，但這些元素是在該類型整體流行之前實施的，團隊並未打算製作一款帶有這些元素的遊戲。
該遊戲以其漫長的試點發佈期而聞名，期間遊戲的幾乎每個方面都發生了變化。 Supercell於2017年6月14日透過直播影片正式宣布該遊戲。隔天，它在加拿大進行了iOS試點發佈。 試點發佈總共持續了522天，期間內部曾懷疑遊戲是否真的能正式發行。 最初，遊戲是以直向模式進行，移動控制是透過點擊螢幕來操作。最終，實現了橫向模式和虛擬搖桿。 其他變更包括更改使用者介面、更改元遊戲以及将遊戲從2D過渡到3D。 Frank Keienburg將困難的測試期歸因於開發人員在一個新類型中工作，他們「不確定如何解讀其成功」。 該遊戲於2018年1月19日在芬蘭、瑞典、丹麥、挪威、愛爾蘭、新加坡、香港、澳門和馬來西亞為iOS進行了軟發行。
《荒野亂鬥》於2018年12月12日全球正式上線，首月營收超過6300萬美元。 2020年6月9日，《荒野亂鬥》在中國大陸由騰訊遊戲發行，並為適應中國法規進行了相應修改。

## 荒野亂鬥冠軍賽
「荒野亂鬥冠軍賽」是一項年度錦標賽，由遊戲內的資格賽、每月資格賽、區域性每月總決賽以及最終的全球總決賽組成，頂尖隊伍在此競逐冠軍。首個遊戲內挑戰與其他挑戰類似：玩家必須在不輸掉三場比賽的情況下贏得15場比賽。贏得15場勝利後，將創建一個區域性的每月資格賽，從而進入區域性每月總決賽。 這些賽事最終通往全球總決賽。
首屆賽事名為「荒野亂鬥全球總決賽」，於2019年11月15日至16日在韓國釜山會展中心舉行。冠軍由Nova Esports以3-0的勝利奪得。其他參賽隊伍包括Animal Chanpuru、Tribe Gaming、3Bears、Spacestation Gaming和PSG Esports。該賽事獎金池為25萬美元，是該遊戲的首個國際賽事，參賽隊伍來自北美、歐洲、拉丁美洲、東南亞、日本和韓國。
2020年，全球總決賽於11月21日至22日舉行，基礎獎金池為100萬美元。其中一半金額是利用遊戲內冠軍賽組合包的利潤籌集的。八支隊伍參加了全球總決賽，原定在波蘭卡托維治舉行，但因2019冠狀病毒病疫情而改為線上舉行。當年的冠軍是PSG Esports，獲得了20萬美元的獎金。其餘獎金則分配給第二至第八名的隊伍。
2021年，「荒野亂鬥冠軍賽」於2月20日開始。冠軍賽有八個賽季，從2月到9月，每月一次。冠軍賽挑戰和每月資格賽每季各有兩天。來自區域性每月資格賽的前八名隊伍進入區域性每月總決賽。來自所有七個地區的每月總決賽的十六支隊伍齊聚一堂，參加全球總決賽，該年度的賽事於11月26日至28日在羅馬尼亞布加勒斯特現場舉行。2021年的獎金為每月總決賽60萬美元，全球總決賽最低50萬美元，並有機會透過遊戲內優惠增加此金額。
2024年，全球總決賽與皇室戰爭職業聯賽全球總決賽和部落衝突世界錦標賽，在由Supercell開發的包含前述錦標賽的活動Superfest期間，於芬蘭赫爾辛基一同舉行。 2024年的賽事觀看人數峰值超過一百萬，由HMBLE隊奪得冠軍。

## 評價
| 汇总媒体   | 得分   |
| ---------- | ------ |
| Metacritic | 72/100 |

| 媒体         | 得分   |
| ------------ | ------ |
| Pocket Gamer | [ 48 ] |
| 148 Apps     | [ 49 ] |

### 獎項
該遊戲在第15屆英國學院遊戲獎中獲得「年度手機遊戲」和「EE年度手機遊戲」提名。

### 媒體評價
《荒野亂鬥》在評論匯總網站 Metacritic 上獲得了「混合或平均」的評價，得分為72/100。
Pocket Gamer 的Harry Slater給予遊戲3/5的評分。在全球發行後立即評論該遊戲，他讚揚了遊戲的進度系統。他批評遊戲的大逃殺遊戲模式「荒野決鬥」是所有遊戲模式中最弱的。他說「荒野決鬥」沒有「捕捉到該類型的真正瘋狂，並且明顯缺乏緊張感，因為你幾乎可以看到地圖上的每個人以及他們在做什麼」。他提到感覺「《荒野亂鬥》中缺少了某些東西。你會玩，你會得到新角色，你會解鎖新模式，但你從未像你感覺應該的那樣獲得那麼多樂趣。」他接著說「動作相對平淡——在團隊比賽中，你在最初幾秒鐘內就知道遊戲的走向。」他最後表示失望，因為這款遊戲似乎不是「我們許多人所希望的，多人手機動作遊戲的巨大進步」。
148 Apps 的Campbell Bird給予遊戲3.5/5的評分。她開頭提到，這款遊戲感覺「像是《傳說對決》和《鬥陣特攻》的結合體。」她稱讚了遊戲的畫面和開發商實施的進度系統，以鼓勵玩家再次遊玩，以及快速的配對。然而，她批評遊戲的控制感覺「出奇地鬆散和遲鈍」，角色陷入「相當可預測的英雄射擊遊戲原型」，並聲稱「遊戲中的每種模式都是你在其他更好玩的多人射擊遊戲中見過的某種變體。」她還強調，頻繁的連線問題和不平衡的團隊使遊戲體驗變得不那麼愉快。
Eurogamer 的作者Christian Donlan寫道，遊戲玩法很容易上手（即使對於技術不高的玩家也是如此）。他還寫道，大逃殺遊戲的核心就是掠奪對手，而在生命條對所有人可見的情況下，這一點變得更加關鍵。

### 商業表現
《荒野亂鬥》的下載次數已超過4億次。2020年，它在歐洲所有手機遊戲中營收排名第二。 2020年總營收達5.26億美元，佔其生命週期總收入的一半以上。它也是Supercell第四款生命週期收入超過10億美元的遊戲。

## 外部連結
- 官方网站（英文）
- 官方网站（繁體中文）
- 荒野亂鬥的Facebook專頁
- 荒野亂鬥的X（前Twitter）
- 荒野亂鬥的Instagram帳戶
- 荒野亂鬥的新浪微博
- YouTube上的荒野亂鬥頻道（英文）
- YouTube上的荒野亂鬥頻道（繁體中文）